# Dicranella boliviana
Dicranella boliviana är en bladmossart som beskrevs av Theodor Carl Karl Julius Herzog 1916. Dicranella boliviana ingår i släktet jordmossor, och familjen Dicranaceae. Inga underarter finns listade i Catalogue of Life.